# میرویس میدان
میرویس میدان یکی از محله‌های بزرگ افغانستان است که در غرب شهر کابل قرار دارد.